# Eddie Oatman

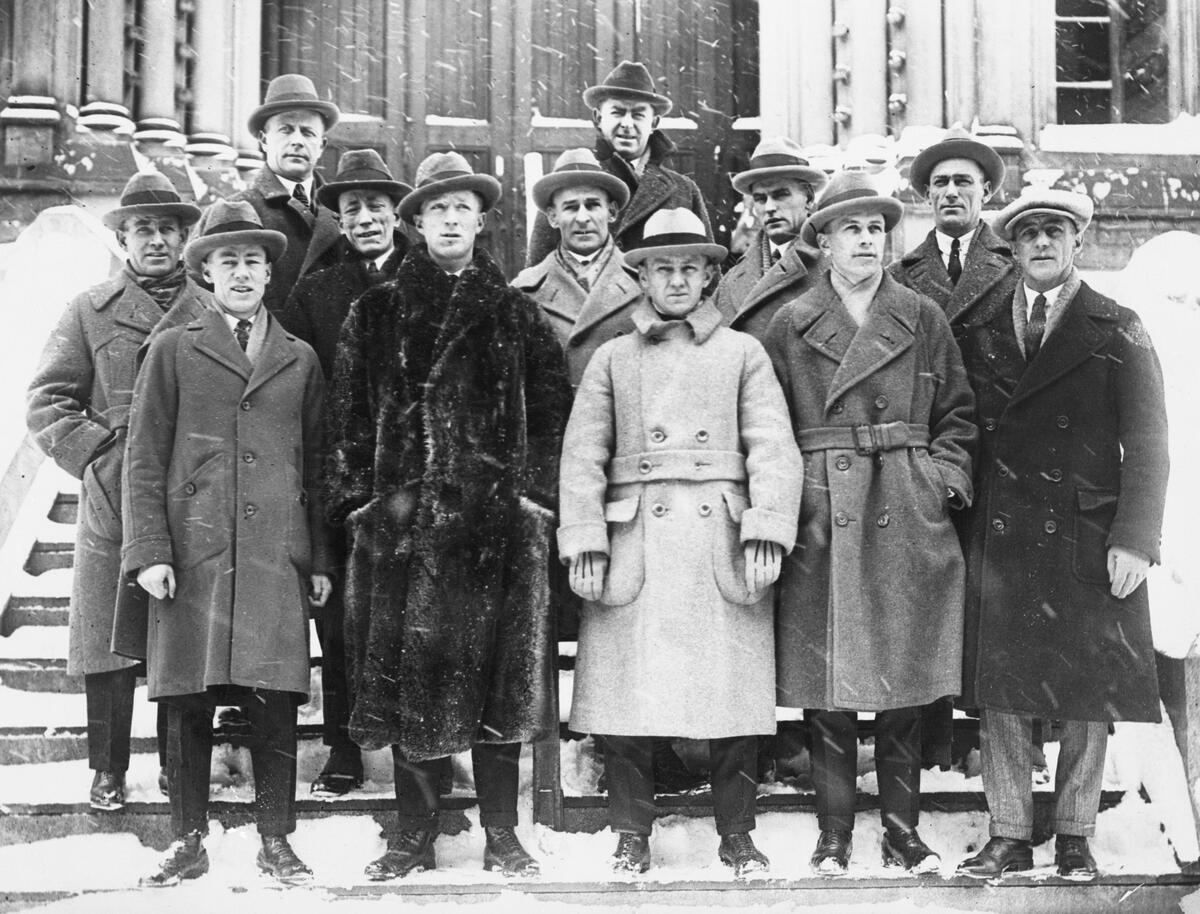
Eddie Oatman, längst till höger i främre raden, med Calgary Tigers 1924.

Edward Cole "Eddie" Oatman, född 10 juni 1889 i Springford, Ontario, död 5 november 1973, var en kanadensisk professionell ishockeyspelare.

## Karriär
Eddie Oatman spelade för Quebec Bulldogs i National Hockey Association åren 1910–1912. Från 1912 till 1916 representerade han New Westminster Royals och Portland Rosebuds i Pacific Coast Hockey Association. Efter en sejour med Torontos 228:e bataljon i NHA säsongen 1916–17 återvände Oatman för ytterligare en säsong med Portland Rosebuds i PCHA säsongen 1917–18.
Från 1918 till 1923 spelade Oatman för Victoria Aristocrats och Victoria Cougars i PCHA och gjorde även ett kort gästspel med Vancouver Millionaires då laget förlorade i Stanley Cup-finalen mot Toronto St. Patricks 1922. Åren 1923–1926 spelade han för Calgary Tigers i Western Canada Hockey League och Western Hockey League. 1924 spelade Oatman och Calgary Tigers Stanley Cup-final mot Montreal Canadiens men förlorade med siffrorna 1-6 och 0-3.
Säsongen 1926–27 spelade Oatman för Minneapolis Millers i American Hockey Association och de tre efterföljande säsongerna representerade han Boston Tigers i Canadian-American Hockey League. 1930–1932 spelade Oatman för Buffalo Americans och Buffalo Majors i AHA. Sina två sista säsonger som professionell ishockeyspelare, 1933–1935, tillbringade han med St. Paul Saints i CHL.

## Statistik
| 1910               | Galt Professionals      | OPHL               | 2   | 2   | –  | 2   | –   | –  | – | – | – | –  |
|                    | Waterloo Colts          | OPHL               | 12  | 19  | 0  | 19  | 11  | –  | – | – | – | –  |
| 1910–11            | Quebec Bulldogs         | NHA                | 16  | 8   | 5  | 13  | 61  | –  | – | – | – | –  |
| 1911–12            | Quebec Bulldogs         | NHA                | 18  | 19  | 4  | 23  | 40  | –  | – | – | – | –  |
|                    |                         | Stanley Cup        | –   | –   | –  | –   | –   | 1  | 0 | 0 | 0 | 0  |
| 1912–13            | New Westminster Royals  | PCHA               | 13  | 9   | 5  | 14  | 46  | –  | – | – | – | –  |
| 1913–14            | New Westminster Royals  | PCHA               | 16  | 22  | 5  | 27  | 18  | –  | – | – | – | –  |
| 1914–15            | Portland Rosebuds       | PCHA               | 18  | 22  | 8  | 30  | 23  | –  | – | – | – | –  |
| 1915–16            | Portland Rosebuds       | PCHA               | 18  | 11  | 10 | 21  | 24  | –  | – | – | – | –  |
|                    |                         | Stanley Cup        | –   | –   | –  | –   | –   | 5  | 3 | 1 | 4 | 16 |
| 1916–17            | Torontos 228:e bataljon | NHA                | 12  | 17  | 5  | 22  | 20  | –  | – | – | – | –  |
| 1917–18            | Portland Rosebuds       | PCHA               | 18  | 11  | 10 | 21  | 16  | –  | – | – | – | –  |
| 1919               | Victoria Aristocrats    | PCHA               | 18  | 11  | 5  | 16  | 13  | –  | – | – | – | –  |
| 1919–20            | Victoria Aristocrats    | PCHA               | 22  | 11  | 14 | 25  | 38  | –  | – | – | – | –  |
| 1920–21            | Victoria Aristocrats    | PCHA               | 22  | 6   | 11 | 17  | 11  | –  | – | – | – | –  |
| 1921–22            | Victoria Aristocrats    | PCHA               | 21  | 9   | 6  | 15  | 28  | –  | – | – | – | –  |
|                    | Vancouver Millionaires  | Stanley Cup        | –   | –   | –  | –   | –   | 5  | 1 | 0 | 1 | 14 |
| 1922–23            | Victoria Cougars        | PCHA               | 29  | 12  | 7  | 19  | 49  | 2  | 1 | 1 | 2 | 4  |
| 1923–24            | Calgary Tigers          | WCHL               | 23  | 3   | 1  | 4   | 22  | 2  | 0 | 0 | 0 | 0  |
|                    |                         | West-P             | –   | –   | –  | –   | –   | 2  | 1 | 0 | 1 | 4  |
|                    |                         | Stanley Cup        | –   | –   | –  | –   | –   | 2  | 0 | 0 | 0 | –  |
| 1924–25            | Calgary Tigers          | WCHL               | 26  | 6   | 5  | 11  | 20  | 2  | 0 | 1 | 1 | 0  |
| 1925–26            | Calgary Tigers          | WHL                | 16  | 0   | 0  | 0   | 16  | –  | – | – | – | –  |
| 1926–27            | Minneapolis Millers     | AHA                | 22  | 2   | 0  | 2   | 43  | 6  | 0 | 0 | 0 | 4  |
| 1927–28            | Boston Tigers           | CAHL               | 36  | 10  | 3  | 13  | 54  | –  | – | – | – | –  |
| 1928–29            | Boston Tigers           | CAHL               | 38  | 3   | 3  | 6   | 55  | 4  | 0 | 1 | 1 | 8  |
| 1929–30            | Boston Tigers           | CAHL               | 39  | 5   | 5  | 10  | 30  | 5  | 0 | 0 | 0 | 2  |
| 1930–31            | Buffalo Majors          | AHA                | 45  | 6   | 4  | 10  | 63  | –  | – | – | – | –  |
| 1931–32            | Buffalo Majors          | AHA                | 15  | 1   | 0  | 1   | 15  | –  | – | – | – | –  |
| 1932–33            | St. Paul Saints         | CHL                | 34  | 3   | 3  | 6   | 26  | –  | – | – | – | –  |
| 1938–39            | Duluth Zephyrs          | IASHL              | 7   | 0   | 0  | 0   | 2   | –  | – | – | – | –  |
|                    |                         | TBSHL              | 3   | 0   | 2  | 2   | 4   | –  | – | – | – | –  |
| NHA totalt         | NHA totalt              | NHA totalt         | 46  | 44  | 14 | 58  | 121 | –  | – | – | – | –  |
| PCHA totalt        | PCHA totalt             | PCHA totalt        | 195 | 124 | 81 | 205 | 266 | 2  | 1 | 1 | 2 | 4  |
| Stanley Cup totalt | Stanley Cup totalt      | Stanley Cup totalt | –   | –   | –  | –   | –   | 13 | 4 | 1 | 5 | 30 |

Statistik från sihrhockey.org och eliteprospects.com